# Karbow-Vietlübbe
Karbow-Vietlübbe este o comună din landul Mecklenburg-Pomerania Inferioară, Germania.